# Primera División de Chile 1977
Primera División de Chile 1977 var den var den chilenska högstaligan i fotboll för herrar för säsongen 1977, som slutade med att Unión Española vann för femte gången. 

## Kvalificering för internationella turneringar
- Copa Libertadores 1978
  - Vinnaren av Primera División: Unión Española
  - Vinnaren av Liguilla Pre-Libertadores: Palestino

## Sluttabell
| Plac. | Lag                  | S  | V  | O  | F  | GM | IM | MSK | Poäng |
| ----- | -------------------- | -- | -- | -- | -- | -- | -- | --- | ----- |
| 1     | Unión Española       | 34 | 21 | 9  | 4  | 72 | 28 | 44  | 51    |
| 2     | Everton              | 34 | 20 | 9  | 5  | 64 | 38 | 26  | 49    |
| 3     | Palestino            | 34 | 18 | 11 | 5  | 70 | 33 | 37  | 47    |
| 4     | Colo-Colo            | 34 | 15 | 12 | 7  | 56 | 43 | 13  | 42    |
| 5     | Universidad de Chile | 34 | 13 | 13 | 8  | 50 | 35 | 15  | 39    |
| 6     | Lota Schwager        | 34 | 11 | 14 | 9  | 46 | 45 | 1   | 36    |
| 7     | Deportes Concepción  | 34 | 14 | 7  | 13 | 48 | 52 | -4  | 35    |
| 8     | Deportes Aviación    | 34 | 12 | 10 | 12 | 46 | 51 | -5  | 34    |
| 9     | Audax Italiano       | 34 | 12 | 9  | 13 | 48 | 53 | -5  | 33    |
| 10    | O'Higgins            | 34 | 10 | 11 | 13 | 40 | 44 | -4  | 31    |
| 11    | Huachipato           | 34 | 9  | 12 | 13 | 39 | 46 | -7  | 30    |
| 12    | Green Cross-Temuco   | 34 | 10 | 10 | 14 | 46 | 62 | -16 | 30    |
| 13    | Ñublense             | 34 | 8  | 12 | 14 | 38 | 45 | -7  | 28    |
| 14    | Universidad Católica | 34 | 8  | 12 | 14 | 36 | 48 | -12 | 28    |
| 15    | Santiago Wanderers   | 34 | 9  | 10 | 15 | 50 | 66 | -16 | 28    |
| 16    | Deportes Ovalle      | 34 | 6  | 15 | 13 | 42 | 52 | -10 | 27    |
| 17    | Santiago Morning     | 34 | 9  | 9  | 16 | 37 | 50 | -13 | 27    |
| 18    | Antofagasta          | 34 | 5  | 7  | 22 | 29 | 66 | -37 | 17    |

|  | Mästare och kvalificerade till Copa Libertadores 1978. |
|  | Kvalificerade till Liguilla Pre-Libertadores.          |
|  | Till kvalserie.                                        |
|  | Till kvalmatch om nedflyttning/kvalserie.              |
|  | Nedflyttade till Segunda División.                     |

| Primera División Vinnare av Primera División 1977 |
| ------------------------------------------------- |
| Chile                                             |
| Unión Española 5:e titeln                         |

## Kvalmatch om nedflyttning
Eftersom lagen på plats 16 och 17 (Santiago Morning och Deportes Ovalle) hamnade på samma poäng spelades det en kvalmatch för att avgöra vilket lag som skulle flyttas ner direkt och vilket lag som skulle gå till en kvalserie för att få spela om nytt kontrakt i den högsta divisionen. Matchen spelades på neutral plan i Valparaíso och Santiago Morning vann med 2-1 och gick till kvalserien.
|  | 21 december 1977 | Santiago Morning | 2–1 | Deportes Ovalle | Estadio Playa Ancha, Valparaíso  |  |
|  |                  |                  |     |                 | Publik: 4 812 Domare: Mario Lira |  |
|  |                  |                  |     |                 |                                  |  |
|  |                  |                  |     |                 |                                  |  |

## Kvalserie
I kvalserien, eller "Liguilla de Promoción", deltog lag 15 och 16 från högstadivisionen samt lag 3 och 4 från den näst högsta divisionen. Lagen möttes i en serie där alla lag spelade en match mot varje lag och efter tre matcher fick de två främsta lagen spela i Primera División 1978. Santiago Morning klarade sig kvar men Santiago Wanderers flyttades ner och ersattes av Cobreloa i den högsta divisionen nästkommande säsong.
| Plac. | Lag                | S | V | O | F | GM | IM | MSK | Poäng |
| ----- | ------------------ | - | - | - | - | -- | -- | --- | ----- |
| 1     | Santiago Morning   | 3 | 2 | 1 | 0 | 7  | 3  | 4   | 5     |
| 2     | Cobreloa           | 3 | 1 | 2 | 0 | 5  | 2  | 3   | 4     |
| 3     | Santiago Wanderers | 3 | 0 | 2 | 1 | 3  | 6  | -3  | 2     |
| 4     | Malleco Unido      | 3 | 0 | 1 | 2 | 2  | 6  | -4  | 1     |

## Liguilla Pre-Libertadores
Lagen på plats 2 till 5 (Everton, Palestino, Colo-Colo & Universidad de Chile) spelade en playoff-serie bestående av tre omgångar för att bestämma vilket lag som skulle bli det andra representationslaget i Copa Libertadores 1978.
| Plac. | Lag                  | S | V | O | F | GM | IM | MSK | Poäng |
| ----- | -------------------- | - | - | - | - | -- | -- | --- | ----- |
| 1     | Palestino            | 3 | 2 | 1 | 0 | 5  | 3  | 2   | 5     |
| 2     | Everton              | 3 | 1 | 1 | 1 | 6  | 5  | 1   | 3     |
| 3     | Colo-Colo            | 3 | 1 | 1 | 1 | 4  | 4  | 0   | 3     |
| 4     | Universidad de Chile | 3 | 0 | 1 | 2 | 4  | 7  | -3  | 1     |